# Celso Ivan da Costa
Celso Ivan da Costa (Curitibanos, 7 de julho de 1918 – 14 de outubro de 2003) foi um agrônomo e político brasileiro.

## Vida
Filho de Aurélio José da Costa e de Maria Luísa da Silva Costa, formou-se em agronomia pela Escola Superior de Agricultura e Veterinária do Paraná, em 1955.

## Carreira
Foi deputado à Assembleia Legislativa de Santa Catarina na 5ª legislatura (1963 — 1967), eleito pela União Democrática Nacional (UDN), na 6ª legislatura (1967 — 1971), e na 7ª legislatura (1971 — 1975), como suplente convocado, eleito pela Aliança Renovadora Nacional (ARENA).